# Eran Kolirin

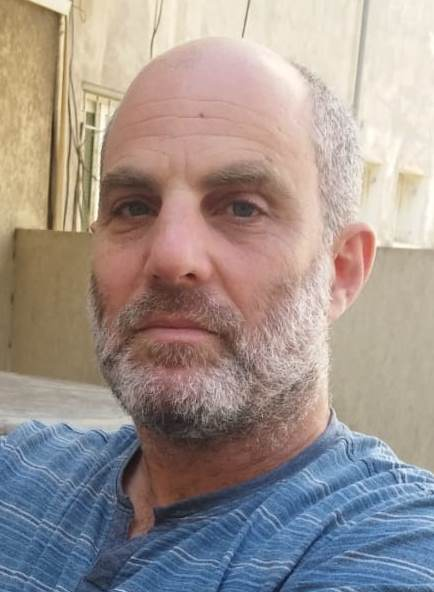
Eran Kolirin (2018).

Eran Kolirin (Holon, 4 novembre 1973) è un regista e sceneggiatore israeliano.

## Biografia
Il suo film di debutto La banda ha vinto numerosi premi internazionali.
Il suo secondo film The Exchange è stato presentato in concorso alla 68ª Mostra internazionale d'arte cinematografica di Venezia.
Nel 2016 è presente nella sezione Onde del 34° Torino Film Festival con il film Me'ever Laharim vehagvaot.

## Filmografia
- Hamasa Ha'aroch (2004) film per la televisione
- La banda (Bikur Ha-Tizmoret) (2007)
- The Exchange (Hahithalfut) (2011)
- Me'ever Laharim Vehagvaot (2016)
- Et il y eut un matin (2021)